# Первичная недостаточность яичников
Первичная недостаточность яичников (ПНЯ), также известная как преждевременное истощение яичников (ПИЯ) — потеря функции яичников до 40 лет. Первым симптомом, как правило, являются нерегулярные менструации, за которыми следуют симптомы менопаузы, такие как приливы, ночная потливость, сухость влагалища и снижение полового влечения. Также часто возникают проблемы с зачатием. Среди прочих возможных осложнений — остеопороз и болезни сердца.
Причина незвестна в 90 % случаев. Иногда заболевание может быть связано с генетическими нарушениями, такими как синдром ломкой Х-хромосомы или синдром Тернера, тиреоидитом, болезнью Аддисона, либо с лечением онкологических заболеваний или воздействием токсинов, например, табачного дыма. Основной механизм заключается либо в отсутствии фолликулов в яичниках, либо в дисфункции овариальных фолликулов. Диагноз ставится на основании отсутствия менструаций в течение как минимум 4 месяцев и высокого уровня фолликулостимулирующего гормона (ФСГ).
Лечение, как правило, заключается в заместительной гормональной терапии эстрогеном и прогестероном. Для женщин, желающих забеременеть, возможен вариант экстракорпорального оплодотворения с донорством яйцеклеток. Около 5-10 % женщин беременеют после постановки диагноза без медицинского вмешательства.
Первичная недостаточность яичников выявляется примерно у 1 из 1000 женщин к 30 годам, а к 40 годам — примерно у 1 из 100. У женщин моложе 20 лет заболевание встречается приблизительно у 1 из 10 000. Термин «первичная недостаточность яичников» является предпочтительным и был впервые использован в 1942 году Фуллером Олбрайтом.